# Franklin, Indiana
Franklin är en stad (city) i Johnson County, i delstaten Indiana, USA. Enligt United States Census Bureau har staden en folkmängd på 24 040 invånare (2011) och en landarea på 33,7 km². Franklin är huvudort i Johnson County.